# Norn9
Norn9 — отоме-манґа компанії Otomate та Cinema Citrus, 2013 року випуску. У 2015 році була анонсована аніме-адаптація манґи. Вихід аніме прийшовся на січень 2016 року. 

## Сюжет
У межах старомодного міста, схожого на ті, що були в епоху Мейдзі і Тайсьо, існує гігантська сфера, яка літає в повітряному просторі. На цьому «кораблі», званому «Норн9», всередині якого розташоване невелике містечко, знаходяться декілька молодих людей.
Історія бере початок із 12-річного школяра по імені Судзухара Сората, який разом зі своїми однокласниками знаходиться на екскурсії. Але він чує чарівну пісню і втрачає свідомість. Прийшовши в себе, Сората виявляє, що опинився в незнайомому місці, який був схожий на той, що у шкільних підручниках. Він не міг повірити в реальність того, що відбувається. Від побаченого все його тіло наче залили свинцем. Але тут йому на допомогу приходить пурпурноволоса дівчина, яка пропонує Сораті піти з нею на корабель, який незабаром повинен буде приземлитися біля села.
На кораблі їх зустрічають ще дві дівчини і вісім хлопців. Всі вони володіють якою-небудь здатністю. Виявляється, пурпурноволоса незнайомка — теж володар здібності. Хоч Сората і не володіє такими силами, хлопці взяли його на корабель, сказавши, що після прибуття в якийсь «Світ» йому зможуть допомогти. І так би вони й летіли собі спокійно-спокійнісінько, якби не раптова атака. Здавалося, ніщо не може пробити зовні бар'єр однієї з дівчат екіпажу, але атака сталася зсередини. Незабаром нападник особисто заходить на корабель і вимагає лише одного: «Мені потрібна дівчина, чиєю здатністю є створення бар'єрів для уникнення „Перезапуску“ світу». Але ця дівчина й гадки не має, що за «Перезапуск» і відмовляється, змушуючи його піти на час. Після цього інциденту було прийнято рішення, що лиходієві допоміг хтось із хлопців на кораблі. А це означає, що зрадник ще тут, і його треба знайти до того, як «Норн9» приземлиться в пункті призначення.

## Персонажі
Сейю: Аюмі Фудзімура
Кохару — сімнадцятирічна дівчина, здатна керувати вогнем. Свого справжнього імені дівчина не пам'ятає, через те, що в минулому люди насміхалися над нею і називали монстром. Ім'я «Кохару» було дано батьком Какеру. Кохару безстрашна і прагне подружитися з усіма, але в той час вона надзвичайно неосвічена.
Сейю: Юкі Кадзі
Какеру Юіга — вісімнадцятирічний хлопець зі здатністю управляти рослинами. Садист розглядає Сенрі як свою іграшку і любить дражнити Кохару. Невинність із якою Кохару приймає його жарти, періодично викликає у Какеру почуття провини. Частина команди вважає Какеру блискучим тактиком, тоді як інша — сволотою.
Сейю: Хіро Сімоно
Сенрі Ітіносе — шістнадцятирічний хікікоморі зі здатністю управляти водою.
Сейю: Такуя Сато
Масамуне Тоя — двадцятичотирирічний хлопець.
Сейю: Аясі Такагакі
Мікото Куга — вісімнадцятирічна дівчина зі здатністю створювати захисне поле. Спокійна і мужня, володіє сильним почуттям відповідальності і прагне оберігати друзів. У прагненні захистити інших, Мікото схильна забувати про власні почуття та безпеку.
Сейю: Дайсуке Воно
Нацухіко Атсума — двадцятидворічний хлопець.
Сейю: Міцукі Сайга
Сакуя Нідзе — дев'ятнадцятирічний хлопець, друг дитинства Мікото. Має здатність бачити майбутнє, хоча і не може використовувати цю силу, коли йому заманеться.
Сейю: Кодзі Юса
Іцукі Кагамі — двадцятирічний хлопець зі здатністю керувати снами.
Сейю: Асамі Сето
Нанамі Сирануї — шістнадцятирічна дівчина з тихим характером і видатними навичками ніндзя. Також має здатність стирати спогади людей. Свої сили вона ненавидить і прагне по можливості не зближуватися з іншими людьми.
Сейю: Норіякі Сугіяма
Акіто Сюкурі — вісімнадцятирічний хлопець.
Сейю: Томокадзу Сугіта
Рон Муробосі — двадцятип'ятирічний хлопець.
Сейю: Хіроюкі Йосіно
Хейсі Отомару — дев'ятнадцятирічний хлопець зі здатністю до телепатії.

### Головні герої
Сейю: Ацусі Абе
Сората Судзухара — дванадцятирічний хлопець із періоду Хейсей.